# Merseyside
Merseyside /ˈmɜːzisaɪd/ es uno de los cuarenta y siete condados de Inglaterra, Reino Unido, con capital en Liverpool. Ubicado en la región Noroeste limita al norte con Lancashire, al este con Gran Mánchester, al sur con el río Mersey que lo separa de Cheshire, y al oeste con el mar de Irlanda. Fue creado en 1974 por la reforma de la administración local. Aparte de la capital, sus principales ciudades son Knowsley, Sefton, St Helens y Wirral.
Ocupa un área de 645 km² y su población en el 2003 era de 1 364 212 habitantes. El condado estuvo inicialmente administrado por el Consejo del condado de Merseyside, abolido en 1986. A partir de esa fecha cada ciudad es una autoridad unitaria.
A pesar de la abolición del consejo del condado, algunos servicios locales aún funcionan de forma común. Estos servicios están administrados de forma conjunta por las cinco áreas metropolitanas. Los servicios comunes son:
- La autoridad policial de Merseyside.
- El servicio de rescate y bomberos.
- El sistema de transportes.

Merseyside sigue existiendo legalmente como un condado ceremonial. Limita con Lancashire, Gran Mánchester y Cheshire.

## Localidades destacadas
Al ser un consejo formado por diferentes metrópolis, Merseyside no tiene una ciudad que funcione como capital. Entre las ciudades más importantes están:
- Liverpool
- St Helens
- Formby
- Birkenhead

## Deporte
Los dos principales equipos de fútbol del condado son el Everton FC y el Liverpool FC, disputando entre ambos el famoso Derbi de Merseyside.
También tiene gran importancia en el condado, el rugby league, con dos equipos el St Helens y Widnes Vikings que militan en la Super League.
En el hipódromo de Aintree se corre el Grand National de obstáculos, una de las carreras de obstáculos de caballos más famosas del mundo.
Merseyside alberga un campo de golf: el Royal Birkdale.